# Maceda ignepicta
Maceda ignepicta är en fjärilsart som beskrevs av George Francis Hampson 1914. Maceda ignepicta ingår i släktet Maceda och familjen trågspinnare. Inga underarter finns listade i Catalogue of Life.